# Epidaver
Epidaver (grško Ἐπίδαυρος, Epidauros) je bilo majhno mesto (πόλις − polis) v antični Grčiji ob Saronskem zalivu na polotoku Peloponezu. Sprejel je 14.000 gledalcev.   
Sedanje mesto Epidaver (Επίδαυρος) v Argolidi je bilo zgrajeno v bližini antičnega arheološkega najdišča.
Dve sodobni mesti se imenujeta Epidaver (moderna grščina: Επίδαυρος): Palaja Epidaver in Nea Epidaver. Od leta 2010 pripadata novi občini Epidaver, ki je del območne enote Argolida. Sedež občine je mesto Ligurio. 

## Zgodovina
Epidaver je bil neodvisen od Argosa in ni bil vključen v Argolido do časa Rimljanov. S svojim ozemljem je ustanovil majhno deželo, imenovano Epidavrija. Domnevno ga je ustanovil ali imenoval Argolid Epidavrus in naj bi bil rojstni kraj Apolonovega sina Asklepija, zdravilca. Epidaver je znan po svojem svetišču, ki je približno 8 km iz mesta, in svojem gledališču, ki ga danes spet uporabljajo. Kult Asklepija  v Epidavru je potrjen v 6. stoletju pred našim štetjem, ko starejše svetišče Apolona Maleatasa na hribu ni bilo več dovolj prostorno.
Asklepijon (zdravilni tempelj) na Epidavru je bilo najbolj znano središče za zdravljenje v klasičnem svetu, kraj, kamor so šli bolni ljudje v upanju, da bodo ozdraveli. Če so želeli izvedeti, katero je pravo zdravilo za njihove bolezni, so morali preživeti noč v enkoimeteriji, veliki spalni dvorani. V sanjah naj bi jim bog svetoval, kaj morajo storiti, da bi ozdraveli. V svetišču so našli gostišče s 160 sobami. V okolici so tudi mineralni izviri, ki so jih uporabljali pri zdravljenju.
Asklepij, najpomembnejši bog zdravilstva v antiki, je svetišču prinesel blaginjo, ko se je v  4. in 3. stoletju lotil uresničevanja programa za razširitev in obnovo monumentalnih stavb. Slava in blaginja sta se nadaljevali v helenističnem obdobju. Leta 87 pred našim štetjem je svetišče izropal rimski general Sula, leta 67 pred našim štetjem so ga oplenili pirati. V 2. stoletju našega štetja je svetišče pod Rimljani uživalo nov razcvet, vendar so ga v letu 395 napadli Goti.
Tudi po uvedbi krščanstva in ukinitvi preročišča je bilo svetišče v Epidavru znano še sredi 5. stoletja, vendar kot krščanski zdraviliški center.

## Asklepij in zdravilišče v Epidavru
Asklepij (Ἀσκληπίος) je bil sin Apolona in zemljanke Koronide. Ker je bila Koronida Apolonu nezvesta, jo je  usmrtil, ko je bila še noseča, Asklepija pa rešil iz njenega telesa. Belo vrano, ki mu je prinesla vest o nezvestobi, je spremenil v črnega krokarja. Ker naj bi kot zdravilec obudil mrtveca, je razjezil Hada, boga podzemlja. Zaradi njegovega vztrajanja ga je Zevs ubil s strelo, ker je deloval proti volji bogov. Po smrti so ga častili kot boga, vendar je ostal bliže ljudem kot bogovom. Asklepija si večinoma predstavljajo v obliki kače, ki se plazi med zelišči, po drugi strani pa živi med tem in spodnjim svetom, zato je njegov simbol palica, okoli katere je ovita kača. Po ljudski vraži pa lahko na svet prihaja tudi v obliki psa, saj pes po ljudski veri laja, ko se bliža smrt. Kača je še danes simbol zdravilstva.
Zdravilišče v Epidavru je bil ogromen kompleks zgradb. Na najdišču lahko vidimo ostanke antičnega hotela s 160 sobami, v katerih so spali ljudje, ki so prišli v zdravilišče. To je bilo nujno, saj je bilo najbližje mesto Epidaver (5000 prebivalcev) kar 16 kilometrov oddaljeno od samega zdravilišča. Imelo je tudi gimnazijo in stadion, na katerem so bila tekmovanja v čast Asklepija. Najznamenitejša stavba poleg Asklepijevega templja je bil gotovo tempelj v obliki tolosa. Okrogla stavba je bila bogato okrašena, kot se vidi po najdbah, ki so danes v muzeju. V kletnih prostorih je imela labirint, kamor se je spustil svečenik, da bi povprašal boga za svet. Morda so bile tam tudi kače kot simbol prisotnosti boga.
Asklepijevo področje je bilo zdravljenje živih, Artemida pa je skrbela za zdravje ljudi, ki so bili med mrtvimi in živimi. Zato ženske od sedmega meseca nosečnosti do nekaj tednov po porodu niso smele v zdravilišče, ker niso veljale za povsem žive. V kompleksu zgradb je bil tudi Artemidin tempelj. V Asklepijevem zdravilišču so zdravili bolne tudi s 'kačjo terapijo', uspavanega človeka so spustili v votlino, polno kač brez strupnikov in prebujenje v 'dejanski svet' je povzročalo 'smrtni šok'. Ljudje so tako kot v današnjih časih v zahvalo za ozdravljenje prinašali darove.
Gledališče so izkopali iz pobočja hriba. Oblikoval ga je Poliklet mlajši v 4. stoletju pred našim štetjem. Izvirnih 34 vrst so v rimskih časih podaljšali še za 21 vrst. Kot je običajno za grška gledališča (v nasprotju z rimskimi), je bil pogled na bujno pokrajino v ozadju skene sestavni del gledališča in se ni smel zakriti. Sprejme do 14.000 ljudi.
Bilo je namenjeno le za goste zdravilišča, saj je od najbližjega mesta oddaljeno 16 kilometrov. V rimskih časih tudi v Grčiji ljudje niso več radi gledali dramskih predstav, ampak so jim bolj dišale gladiatorske igre. Te pa za bolne ljudi niso tako privlačne, zato so gledališče prenehali uporabljati. Ker v okolici ni mest, v katerih bi lahko uporabili gradbeni material iz gledališča, ga je prekrila zemlja s hriba. Odkrili so ga šele leta 1930.

## Galerija
- Stadion
- Gimnazija

## Občina
Občina Epidaver je pri reformi lokalne samouprave 2011 nastala z združitvijo dveh nekdanjih občin, ki sta postali občinski enoti:
- Asklepijon
- Epidaver